# East Gippsland

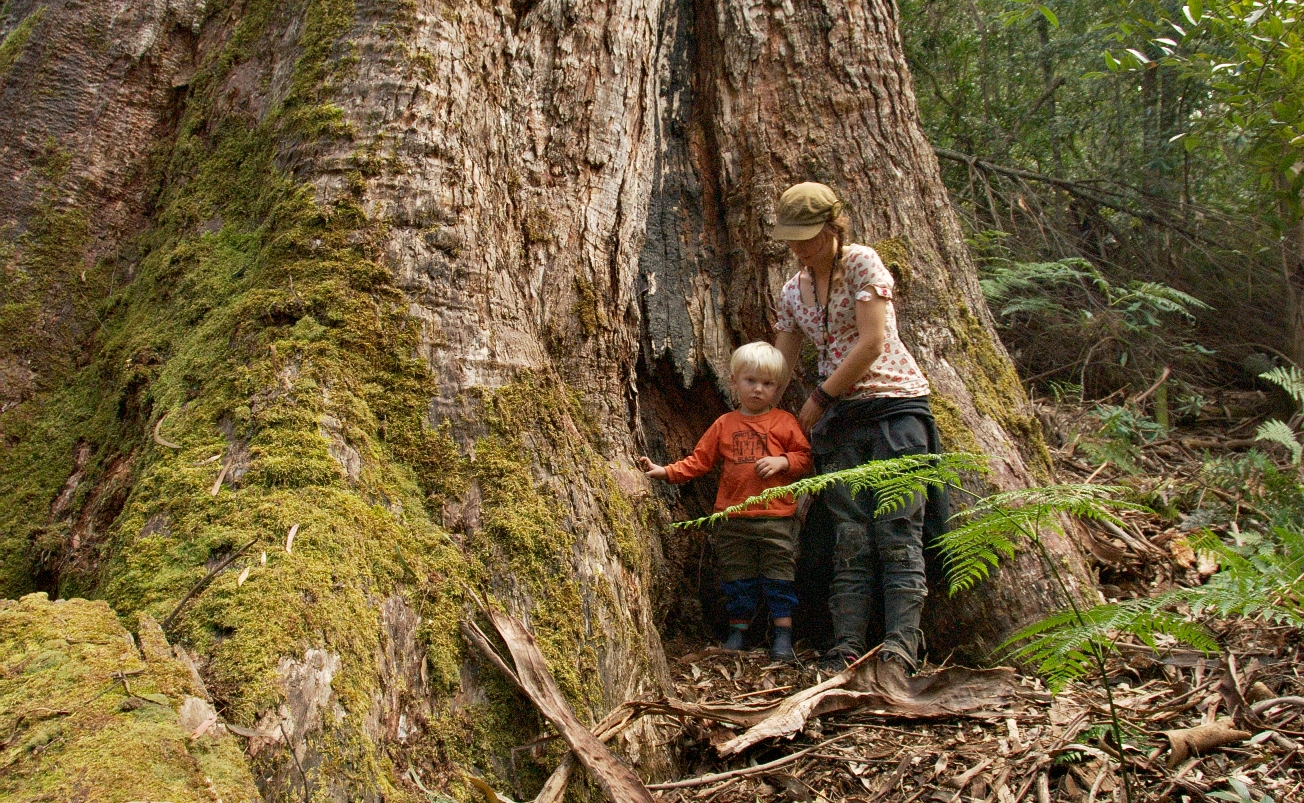
Floresta perto de Errinundra National Park.

East Gippsland é a região a Leste de Gippsland, Austrália, cobrindo 31,740 quilómetros quadrados em Victoria. Tem uma população de 80.114
O Shire of East Gippsland, também chamado Far East Gippsland, cobre dois terços (66%) da área de East Gippsland e abriga metade (50.0%) da sua população.
O Shire of East Gippsland também é chamado de forma confusa e simplesmente East Gippsland. Exclui o Shire of Wellington (Central Gippsland). Este artigo refere-se principalmente ao "Far East Gippsland".
As maiores cidades de East Gippsland incluem, de Oeste para Leste, Bairnsdale (a maior cidade e o cenrto administrativo), Lakes Entrance, Orbost e Mallacoota. Mais pequenas, mas significantes cidades nas regiões mais montanhosas a Norte incluem Swifts Creek, Omeo e Buchan.